# Kontrollmitteilung
Eine Kontrollmitteilung ist
- eine Mitteilung über einen steuerlich bedeutsamen Vorgang (z. B. Honorarzahlungen, Zinsgutschriften)
  - eines Finanzamts an ein anderes Finanzamt,
  - einer Behörde oder Körperschaft des öffentlichen Rechts an ein Finanzamt.

Eine Kontrollmitteilung dient der Sicherstellung einer vollständigen und ordnungsgemäßen steuerlichen Erfassung von Einnahmen. Mit Hilfe von Kontrollmitteilungen kann überprüft werden, ob ein Steuerpflichtiger seine steuerlichen Verpflichtungen erfüllt hat.

## Allgemeines
Kontrollmitteilungen werden häufig bei Außenprüfungen erstellt, wenn der Betriebsprüfer Kenntnis von Vorgängen erlangt, die für einen anderen Steuerpflichtigen von Bedeutung sind.
Weiter werden dem Finanzamt zugeleitete Informationen, wie etwa beim Auto- oder Grundstücks- und Hauskauf, in einer Kontrollmitteilung in der Steuerakte des Beteiligten gesammelt. Bei hohen Barzahlungen wird möglicherweise Schwarzgeld vermutet und das Finanzamt wird weitere Ermittlungen anstellen.
Das Kontrollsystem des Fiskus erstreckt sich auch auf internationale Kapitalbewegungen und Geschäftsabschlüsse. Durch den zwischenstaatlichen Austausch bestimmter Informationen über ihre Steuerbürger kann das Verschweigen von Zinseinnahmen aus Geldanlagen im Ausland oder das Ausnutzen ungerechtfertigter Vorteile unangenehme Folgen für den Betroffenen haben. 
Ob über ihn Kontrollmitteilungen vorliegen, weiß der Steuerpflichtige in aller Regel nicht. Eine Kontrollmitteilung ist kein Verwaltungsakt.
Eine Kontrollmitteilung verwirklicht das sogenannte Korrespondenzprinzip.

## Situation in Deutschland

### Außenprüfung
Der Gesetzgeber hat in § 194 Abs. 3 Abgabenordnung (AO) geregelt, dass anlässlich einer Außenprüfung (auch „Betriebsprüfung“ genannt) bei einem Steuerpflichtigen vorgefundene Erkenntnisse über Dritte vom Prüfer im Wege der Kontrollmitteilung an das für diese zuständige Finanzamt übermittelt werden dürfen. Kontrolliert werden mit ihr die steuerlichen Verhältnisse dieser anderen Person/en.
Eine Außenprüfung, die nur dem Zweck dient, steuererhebliche Tatsachen über Dritte im Wege über Kontrollmitteilungen zu erlangen, darf jedoch nicht angeordnet werden.
Das Verfassen von Kontrollmitteilungen liegt im Ermessen des Betriebsprüfers. Er wird sie im Allgemeinen nur anfertigen, wenn er steuerlich relevante Sachverhalte vermutet. Diese Einschränkung geht auf  eine Entscheidung des Bundesfinanzhofs zurück.
Da Außenprüfungen dazu dienen, die steuerlichen Verhältnisse bei diesem Steuerpflichtigen abschließend zu klären, enthalten Kontrollmitteilungen so genannte Zufallsfunde über rechtliche oder tatsächliche Fakten zu Dritten. Es ist kein Geheimnis, dass Betriebsprüfer sensibilisiert sind, wenn sie in den Unterlagen der Buchhaltung des geprüften Unternehmens auf Ausgaben für
- Schmiergelder
- branchenunübliche Honorare oder Provisionen
- Entgelte an nebenberuflich tätige Personen

stoßen. Ferner können Zahlungen auf das private Girokonto eines Geschäftsmannes oder Selbstständigen, unübliche Auslandszahlungen, große Barzahlungen, atypisch preiswerte Warenlieferungen, wertvolle Sachgeschenke oder sonstige Extras einen Anlass für Kontrollmitteilungen bieten. 
Zwar haben Betriebsprüfer in Kreditinstituten nach § 30a AO auf das besondere Vertrauensverhältnis zu ihren Kunden Rücksicht zu nehmen. Im Ausnahmefall schützt das aber nicht vor der Weitergabe einer Kontrollmitteilung, wenn es sich nach Einschätzung des Prüfers um einen bedeutsamen steuererheblichen Tatbestand handelt.

### Andere Informationsquellen
Die Finanzämter werten über Außenprüfungen hinaus systematisch auch ihnen sonst zufließende Informationen mittels Kontrollmitteilungen aus. Die folgenden Punkte illustrieren diese Möglichkeiten, erheben aber nicht den Anspruch, vollständig zu sein.
- Über Grundstücksgeschäfte erhält das Finanzamt durch eine Ausfertigung der notariellen Urkunde zum Zwecke der Berechnung der Grunderwerbsteuer Kenntnis. Die Einkommensteuer-Veranlagungsstelle wird intern informiert. Sie kann nunmehr prüfen, ob das Geld des Erwerbers bisher ordnungsgemäß versteuert wurde und wird darauf achten, wie sich der Erlös des Verkäufers steuerlich niederschlägt, beispielsweise in höheren Zinserträgen aus Geldanlagen.
- Über Todesfälle wird die Finanzverwaltung durch Mitteilungen des Notars, des Standesamts, des Kreditinstituts oder des Versicherers im Hinblick auf die Erbschaftsteuer ins Bild gesetzt. Hat der Erblasser hohes Vermögen hinterlassen, wird im Wege der Kontrollmitteilung recherchiert, ob der Verstorbene in den Jahren zuvor plausible Steuererklärungen abgegeben hat.
- Für Zwecke der Kraftfahrzeugsteuerfestsetzung teilt die Zulassungsstelle dem Finanzamt Daten mit. Ob bei Kfz-Geschäften mittels Barzahlung Schwarzgeld eingesetzt worden ist, versucht der Finanzbeamte mittels dieser Kontrollmitteilung aufzuspüren.
- Das Finanzamt wertet den Kleinanzeigenteil der Presse aus. Chiffre-Anzeigen sind ihm kein Hindernis. Der Bundesfinanzhof hat schon vor vielen Jahren gebilligt, dass jeder Zeitungsverlag Namen und Anschrift des Inserenten preisgeben muss, als die Steuerfahndung die Verkaufsanzeige einer Auslandsimmobilie von höherem Wert entdeckt hatte und zunächst keine Auskunft erhielt.[3] Diese Praxis ist verfassungsgemäß.[4]
- Andere Behörden und öffentlich-rechtliche Rundfunkanstalten sind durch die Mitteilungsverordnung vom 7. September 1993 (BGBl. 1993 I Seite 1554) verpflichtet, bestimmte Zahlungen dem zuständigen Finanzamt zu offenbaren.
- Das Bundeszentralamt für Steuern gibt Informationen über ausländische Zins- und Kapitalerträge an das Finanzamt weiter.

### Weitergabe von Informationen
- Den deutschen Kreditinstituten ist in der Zinsinformationsverordnung auferlegt, Kontrollmitteilungen für bestimmte Zinseinkünfte an das Bundeszentralamt für Steuern zu übermitteln. Die Meldung erfolgt jährlich und betrifft alle Bankkunden mit Wohnsitz im EU-Ausland. Gemeldet werden Zinserträge sowie Erlöse beim Verkauf bestimmter festverzinslicher Wertpapiere. Die Meldungen werden an die Finanzbehörden der anderen europäischen Staaten weitergeleitet.
- Die Finanzämter sind im Rahmen des Bundesausbildungsförderungsgesetzes verpflichtet, Kontrollmitteilungen an die BaFöG-Ämter zu senden. Aus dem steuerlichen Freistellungsauftrag kam so zu Tage, dass manche Auszubildende Vermögen verschwiegen hatten.